# Jamie O'Neill
Jamie O'Neill (Wellingborough, 19 agosto 1986) è un giocatore di snooker inglese.

## Carriera

### 2003-2008
Dopo essersi laureato campione europeo Under-19, nel 2003, Jamie O'Neill accede al Main Tour all'inizio della stagione 2007-2008, grazie alla conquista del sesto posto nel PIOS. Tuttavia, nella sua prima annata, l'inglese non riesce a partecipare a nessun torneo, mancando sempre la qualificazione.

### Stagione 2010-2011
Rientra tra i professionisti nel 2010-2011, ancora attraverso il PIOS, ma non ingrana, ottenendo il successo solo in pochi eventi del Players Tour Championship e perdendo di nuovo il posto a stagione conclusa.

### 2012-2014
La sua terza esperienza, passata tra il 2012 e il 2014, lo vede al meglio solo nella stagione 2013-2014, in cui O'Neill avanza fino ai sedicesimi del Rotterdam Open, battuto da Mark Williams, dopo che aveva sconfitto Rory McLeod e Fergal O'Brien. Allo UK Championship, l'inglese raggiunge il secondo turno, vincendo per 6-2 contro Mark Joyce il primo, venendo poi eliminato da Xiao Guodong, con lo stesso risultato. O'Neill effettua un grande cammino al China Open: dopo essersi qualificato battendo Alan McManus, si fa largo nel tabellone principale, sconfiggendo Kyren Wilson e O'Brien, prima di essere battuto da Mark King, agli ottavi. L'inglese viene, tuttavia, estromesso dal tour, dato il 90º posto finale nel Ranking.

### 2014-2019
Successivamente, O'Neill viene comunque invitato alle qualificazioni per gli eventi dello European Tour e altri tornei minori. Nel 2017 e nel 2018, l'inglese conquista il secondo turno al Gibraltar Open.

### Stagione 2019-2020
Nel maggio del 2019, riesce a portare a casa il primo evento della Q School, rientrando nel Main Tour, per le stagioni 2019-2020 e 2020-2021. I suoi unici due incontri che vince, sono i sessantaquattresimi del Northern Ireland Open e del Gibraltar Open, in cui riceve, per'altro, un walkover.

## Ranking[12]
| Stagione  | Ranking iniziale | Ranking finale   |
| --------- | ---------------- | ---------------- |
| 2007-2008 | Non classificato | Non classificato |
| 2010-2011 | Non classificato | 93               |
| 2012-2013 | Non classificato | 93               |
| 2013-2014 | 92               | 90               |
| 2019-2020 | Non classificato |                  |